# Zveno
Zveno (v cyrilici Звено) byl politický klub, později i strana, která působila v Bulharsku v dobách před druhou světovou válkou, během ní i po ní. Angažovaly se v ní hlavně vojenské kruhy, svůj název získala podle stejnojmenné tiskoviny.
Vyznačovala se elitářským smýšlením a odporem k systému politických stran. Zveno se dostalo k moci již čtyři roky po svém vzniku –  roce 1934. Tehdy došlo k reorganizaci státu podle vojenského stylu, typického například pro Itálii. K moci se ale dostali politici Zvena i po válce, a to i přesto, že stále větší význam sehrávala BKS (tehdy ovšem pod jiným názvem). Zveno bylo – podobně jako mnohé další strany – totiž členem tzv. Vlastenecké fronty, tedy antifašistického bulharského paktu. Významným politikem Zvena byl Kimon Georgiev, který byl několikrát premiérem.